# Maarten Ducrot
Martinus Antonius "Maarten" Ducrot (nascido em 8 de abril de 1958) é um ex-ciclista de estrada holandês que representou os Países Baixos nos Jogos Olímpicos de Verão de 1984, terminando na quarta posição nos 100 km contrarrelógio por equipes. Venceu a nona etapa do Tour de France 1985. Se tornou profissional em 1985 e competiu até 1991.